# 村岡建設工業
村岡建設工業株式会社（むらおかけんせつこうぎょう、Muraoka Kensetsu Kogyo Co., Ltd.）は、秋田県由利本荘市に本社を置く総合建設会社である。

## 概要
現会長は、第62代内閣官房長官村岡兼造の実弟である村岡淑郎であり、一般社団法人秋田県建設業協会会長、秋田県商工会連合会会長等を務めている。2016年10月より、社長は村岡の長男である村岡兼幸（元JC会頭）が務めている。

## 沿革
- 1914年 初代村岡兼吉が村岡組として創業
- 1939年3月 初代兼吉死去にともない、2代目兼吉が代表となる
- 1957年 法人に組織変更
- 1959年 2代目村岡兼吉が退職。村岡兼造が3代目社長に就任
- 1964年 村岡兼造が退職。村岡淑郎が4代目社長に就任
- 1975年 資本金を3000万円に増資
- 1994年 資本金を6000万円に増資
- 2004年 本荘地区せせらぎ水路工事が、東北地方整備局秋田河川国道事務所所長表彰を受ける。
- 2005年 宮内道路改良工事が東北地方整備局秋田河川国道事務所所長表彰、森吉山ダム付替県道向様田2号トンネル（秋田土建・村岡建設共同企業体）が森吉山ダム所長表彰を受ける。
- 2010年3月1日 ホテルグランド天空（旧厚生年金ハートピア田沢湖）を秋田県仙北市にオープン
- 2011年12月 東日本大震災復興支援に伴い、仙台支店（宮城県仙台市青葉区春日町5-19）を開設
- 2016年10月 村岡淑郎が代表取締役会長に就任し、副社長の村岡兼幸が5代目社長に昇格。

## 特徴
主に国土交通省、東日本高速道路、日本下水道事業団、秋田県、由利本荘市、にかほ市の工事を受注している。平成20年5月期完成工事売上高は6,961百万円を計上し、秋田県発注の公共工事受注実績は5年連続第一位の実績であった。

## 施工実績
- 白瀬南極探検隊記念館（秋田県にかほ市。1988年10月着工、1991年3月竣工）
- 日本海東北自動車道 河辺東工事、新間工事、君ケ野川橋（下部工）工事、親川工事
- 三陸自動車道 利府塩釜インターチェンジ工事
- 秋田自動車道 雄物川第二橋（下部工）工事
- 子吉川 田尻掘削工事、鎌田野護岸工事、石沢川鮎瀬地区緊急復旧工事、石沢川鮎瀬地区災害復旧工事
- 秋田港 外港地区防波堤（北）築造工事、飯島地区防波堤（新北）築造工事、外港地区防波堤（南）（改良）消波工事
- 国道7号 象潟琴和喜地区道路改良工事
- 国道7号 象潟仁賀保道路 中山道路改良工事、蟹沢道路改良工事
- 国道7号 仁賀保本荘道路 桜森道路改良工事、宮内道路改良工事、子吉川橋橋台工工事、釜ヶ沢道路改良工事、金浦地区道路改良工事、仁賀保道路改良工事、白幡森地区函渠工工事、長倉谷地道路改良工事、金浦仁賀保道路改良工事、金浦地区道路付属物設置工事
- 国道7号 下浜道路 羽川地区道路改良工事
- 国道7号 秋田南バイパス 新屋地区下部工工事（雄物大橋）
- 道川漁港（秋田県由利本荘市、島式漁港）
- ケアステーションゆうゆう・ひまわりクリニック（社会福祉法人本荘久寿会、秋田県由利本荘市）

## 関連会社
- 株式会社ホテルアイリス（業務内容：宿泊、レストラン、婚礼、宴会）
- 葵工業株式会社（石油販売、損害保険代理業）
- 秋北道路サービス株式会社（高速道路の保全工事、除雪等）
- 株式会社三共施設（機械設備工事、管工事）